# Polhillia waltersii
Polhillia waltersii là một loài thực vật có hoa trong họ Đậu. Loài này được (C.H.Stirt.) C.H.Stirt. miêu tả khoa học đầu tiên.